# Секастилья
Секастилья (ісп. Secastilla) — муніципалітет в Іспанії, у складі автономної спільноти Арагон, у провінції Уеска. Населення — 141 особа (2009).
Муніципалітет розташований на відстані близько 390 км на північний схід від Мадрида, 55 км на схід від Уески.
На території муніципалітету розташовані такі населені пункти: (дані про населення за 2009 рік)
- Секастилья: 99 осіб
- Торресьюдад: 34 особи
- Уб'єрго: 17 осіб

## Демографія
Динаміка населення (INE ):